# Johannes II. von Konstanz
Johannes II. von Konstanz († 9. Februar 782 in Konstanz) war Abt der Klöster St. Gallen und Reichenau und von 760 bis 782 Bischof von Konstanz.
Johannes war zunächst Mönch im Kloster Reichenau und wurde nach der Gefangennahme Otmars 759 von Bischof Sidonius zum Abt der Abtei St. Gallen ernannt. Nach dem 4. Juli 760 wurde er zudem Abt des Klosters Reichenau und Bischof von Konstanz. Die Ämter führte er in Personalunion. Dem Reichenauer Necrologium zufolge starb Johannes am 9. Februar 782.

## Wirken
Als Abt von St. Gallen betrieb Johannes eine gezielte Besitz- und Erwerbspolitik im südlichen Breisgau, im östlichen und südlichen Thurgau und jenseits des Bodensees im Linzgau und Argengau. Die Verbindungen zu den Gütern südlich des Bodensees stellte er durch Besitzerwerb in Romanshorn und Steinach bei Arbon her. Unter Abt Johannes beginnen die bedingten Schenkungen, bei denen der Schenker das ans Kloster übertragene Gut zwar behält, sich aber zur Abgabe eines jährlichen Zins verpflichtet. Auf diese Weise entstanden Beziehungen zwischen Kloster und Volk, die von Abt Johannes im Sinne der fränkischen Politik gefördert und kontrolliert wurden. Die daraus resultierenden zunehmenden Abgrenzungen der Einflussgebiete St. Gallens und Konstanz führten zu einem Vertrag zwischen der Abtei und dem Bistum, der 780 durch Karl den Großen bestätigt wurde. In die Regierungszeit Johannes’ als Abt von St. Gallen fiel die Tätigkeit von Winithar, dem ersten namentlich bekannten Leiter des St. Galler Skriptoriums und der Schule.